# Gjerlev Sogn
Gjerlev Sogn er et sogn i Randers Nordre Provsti (Århus Stift).
I 1800-tallet var Enslev Sogn anneks til Gjerlev Sogn. Begge sogne hørte til Gjerlev Herred i Randers Amt. Gjerlev-Enslev sognekommune blev ved kommunalreformen i 1970 indlemmet i Nørhald Kommune, som ved strukturreformen i 2007 indgik i Randers Kommune.
I Gjerlev Sogn ligger Gjerlev Kirke.
I sognet findes følgende autoriserede stednavne:
- Blenstrup (bebyggelse, ejerlav)
- Blenstrup Bjerge (bebyggelse)
- Blenstrup Mark (bebyggelse)
- Frederiksberg (bebyggelse)
- Gjerlev (bebyggelse, ejerlav)
- Gjerlev Kær (areal)
- Gjerlev Mark (bebyggelse)
- Gjerlev Østermark (bebyggelse)
- Stolsbjerg (bebyggelse)
- Stolsbjerg Høje (areal)
- Udbredshøje (areal)